# モバイル週間ニュース
『モバイル週間ニュース』（モバイルしゅうかんニュース）は、2010年4月10日から2013年3月16日までNHKワンセグ2で放送されたニュースダイジェスト番組。ワンセグ独自番組と位置づけられているが、第1回、2010年9月18日、および2011年度（2011年4月16日～2012年3月17日）はNHK教育テレビジョン（NHK Eテレ）でも放送された。

## 概要
2009年にNHKによるワンセグ独自放送が認められたことを受け、放送と通信の融合および携帯端末の利用機会が多い若年層への視聴拡大を目的として、2010年度番組編成で企画された。
毎週土曜日に、その週のNHKニュース番組で放送された重要ニュースおよびインパクトの強い映像を携帯電話端末での視聴向けに編集し、ダイジェスト形式で放送する10分間の番組。キャッチコピーは「携帯で10分、今週がわかる！」

## 放送時間

### 2012年度
- ワンセグ2　土曜日 11:00-11:10、13:50-14:00、18:50-19:00、20:50-21:00 (JST)

### 2011年度
- ワンセグ2　土曜日 11:30-11:40、12:50-13:00、13:50-14:00、17:50-18:00、22:50-23:00 (JST)
- 教育テレビ　土曜日 22:50-23:00 (JST)

### 2010年度
- ワンセグ2　土曜日 10:50-11:00、12:50-13:00、13:50-14:00、17:50-18:00、19:45-19:55 (JST)

## キャスター
通例、「NHKニュース7」の平日サブキャスターが隔週交替で担当する。「ニュース7」非番週の後半にロケを行い、その週の土曜日に放送される。

### レギュラー
- 小郷知子（2010年度）
- 久保田祐佳（2010年度～2012年度）
- 守本奈実（2011年度～2012年度）

### 臨時代行
- 佐藤龍文（2010年10月16日）
- 瀧川剛史（2011年7月16日）

### ゲスト出演
- 登坂淳一（NHK札幌放送局アナウンサー、2010年7月24日）
- 島津有理子（NHKアメリカ総局、2010年9月18日）
- 武田真一（NHKニュース7メインキャスター、2010年11月13日、2011年5月28日）
- 山本志織（気象予報士、2010年7月24日、2011年2月5日）
- 寺川奈津美（気象予報士、2011年5月28日、2011年7月30日）

所属は出演当時のもの。

## 主な内容
本項目のコーナー名は、モバイル週間ニュース公式ホームページ（左記オリジナルURLの2012.09.08時点のアーカイブ）における案内に基づく。実際の放送では「モバ週インパクト」「モバ週敬老の日」など、その回の演出に応じたコーナー名が読み上げられる。

### 今週のランキングフラッシュ
NHKの主要ニュース番組（NHKニュース7、ニュースウオッチ9、NHKニュースおはよう日本）における放送時間およびNHK NEWS WEBサイトへのアクセス数に基づいてランキングを作成、その上位3～5本のニュースをダイジェストで伝える。通例下位から順に取り上げるが、週によっては1位のニュースをトップで取り上げることや、ランキング順位を省略することもある。

### ピックアップ・キーワード
その週のニュースで頻出された言葉をキーワードと位置づけ、簡単に解説を加えるコーナー。モバイル週間ニュースホームページで詳述されている。1年目（2010年度）は三択式クイズの出題も行われていた。

### モバ週インターミッション
ニュース映像の中からインパクトの強いものや、カピバラの温泉入浴など季節性・意外性のある「特ダネ」話題を選んで紹介するコーナー。

## その他
- 例年8月、年末年始、3月下旬は放送が休止される。
- 本放送開始に先立ち、2010年3月20日13:00よりパイロット版が放送された。[4]
- 2010年5月15日の放送では、当時放送されていた連続テレビ小説「ゲゲゲの女房」主演の女優松下奈緒がゲスト出演した。
- 2011年3月12日に小郷知子キャスターの番組卒業特集が予定されていたが、前日に発生した東日本大震災の影響により放送が中止された。[5]
- 2011年5月28日の放送では、同年5月23日よりNHKニュース7のスタジオセットが一新されたことを受けて、そのPRを兼ねて同番組の武田真一メインキャスター、寺川奈津美気象キャスターがゲスト出演した。[6]
- 2012年9月29日の放送で通算100回を迎え、冒頭で記念としてキャスター2人一緒にくす玉を割り、その回の担当キャスターがわんこそば100杯に挑戦した。

## 主なロケ地
- 湯島天神（文京区）：1月に3年連続。センター試験祈願。
- 増上寺（港区）：七夕飾り。
- 東京タワー（港区）：天の川パフェ。
- 東京スカイツリー（墨田区）：建設中および開業日にロケ。
- 深大寺（調布市）
- 港区自然教育園
- 西武百貨店池袋店（豊島区）
- PARCO公園通り店（渋谷区）
- 東急百貨店東横店（渋谷区）：浴衣の着付け。
- 東京大神宮
- 神宮球場：早慶（慶早）戦観戦。
- 鉄道博物館（さいたま市）2年連続、3月にロケ。
- 浜離宮恩賜庭園（港区）
- 旧古河庭園（北区）
- おいしい野菜塾（板橋区）：イチゴ狩り。イチゴ狩りロケは日野市でも行われた。
- 跡見学園女子大学（埼玉県新座市）
- 水元公園（葛飾区）
- かっぱ橋道具街（台東区）
- 丸の内イルミネーション（千代田区）
- 歌舞伎座前（中央区）
- 東京ミッドタウン（港区）
- 青山こどもの城（港区）
- 藤子・F・不二雄ミュージアム（川崎市）
- 宮城ふるさとプラザ（豊島区池袋）
- 恩賜上野動物園（台東区）
- 明治神宮外苑（渋谷区）：いちょう並木。
- サンシャインシティプラネタリウム満天（豊島区）：金環日食の話題。
- 東急ハンズ池袋店
- 代々木ポニー公園（渋谷区）
- 白山神社（文京区）
- 清澄庭園（江東区）
- 夢の島熱帯植物館（江東区）
- 荒川区・都電荒川線沿線
- 世田谷区・りんご園
- 練馬区・ブルーベリー園
- 亀戸天神（江東区）
- 浅草寺（台東区）
- 駒沢オリンピック公園：東京ラーメンショー取材。
- 東京ビッグサイト（江東区）
- 高幡不動尊（日野市）
- 昭和記念公園（立川市）
- 岩槻まちかど雛めぐり（さいたま市）
- 羽田空港国際線ターミナル（大田区）
- 御徒町将棋センター（台東区）：佐藤龍文キャスターが取材。

## 脚註
1. ↑  NHK Information 放送番組編成計画　　2011年5月14日付アーカイブ-PDFファイル。平成23年度国内放送番組編成計画別表　放送番組時刻表
2. ↑   NHKオンライン　平成22年度国内放送番組編成計画について - PDFファイル。58-59ページに番組概要、60ページに2010年度放送時刻表掲載。
3. ↑   NHKワンセグ2番組ラインナップ　2013年3月9日付アーカイブ
4. ↑   NHKニュース7ブログ2010年3月　「モバイル週間ニュース始まります！　小郷知子」
5. ↑   モバイル週間ニュース公式サイト「スタッフルームから　2011年4月」（2011年10月18日付アーカイブ）
6. ↑   モバイル週間ニュース公式サイト「スタッフルームから　2011年5月」（2011年10月18日付アーカイブ）